# Cálgaco

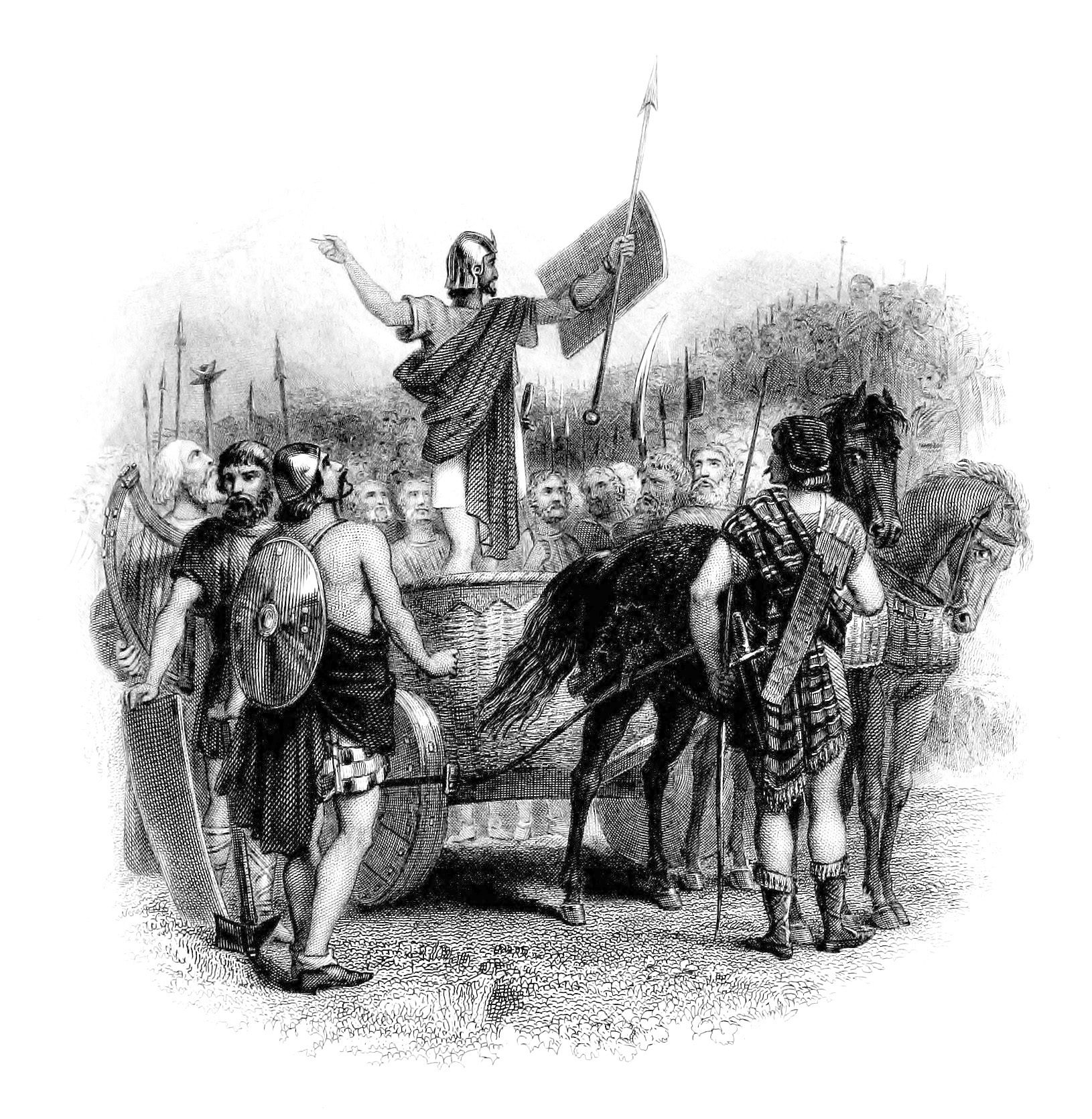
Gravura do século 19 retratando Calgaco fazendo seu discurso aos caledônios.

De acordo com Tácito, Calgacus (às vezes Calgacos ou Galgaco ) foi um chefe da Confederação Caledônia que lutou contra o exército romano de Gnaeus Julius Agricola na Batalha de Mons Graupius no norte da Escócia em 83 ou 84 DC. Seu nome pode ser interpretado como celta * calg-ac-os, "possuindo uma lâmina", e é aparentemente relacionado ao "calgach" gaélico. Não se sabe se a palavra é um nome ou um determinado título. 

## Biografia
Ele foi o primeiro caledoniano a ser registrado na história.  A única fonte histórica que o apresenta é Agrícola de Tácito, que o descreve como "o mais ilustre pelo nascimento e valor entre os chefes". Tácito escreveu um discurso que atribuiu a Cálgaco, dizendo que Cálgaco o proferiu antes da Batalha de Mons Graupius . O discurso descreve a exploração da Grã-Bretanha por Roma e incita suas tropas à luta.
O trecho a seguir é do discurso atribuído a Cálgaco pelo historiador Tácito em Agrícola, mas a maioria dos historiadores  observe que, como Cálgaco estava lutando contra o sogro de Tácito (Gnaeus Julius Agricola) nesta batalha, o leitor deve assumir parcialidade: 
"Sempre que considero a origem desta guerra e as necessidades de nossa posição, tenho uma grande esperança de que o dia de hoje e o vosso consenso marcarão o início da liberdade para toda a Britânia. Para todos nós, a escravidão é algo desconhecido ; não há nenhuma terra para além de nós, e agora nem sequer o mar é seguro , devido à ameaça da armada romana. E assim, na guerra e na batalha, nas quais os bravos encontram a glória, até o covarde encontrará a segurança. As lutas anteriores,  nas quais, com fortuna vária, se combateram contra os Romanos, deixavam ainda em nossas mãos a uma última esperança e o socorro, porque nós, os mais renomados de toda a Britânia, penetrados em lugares ocultos, nem sequer vendo os litorais com seus povos submetidos, tínhamos até os olhos como que virgens antes do contato com os dominadores, contagiados pela servidão. Para nós que vivemos nos confins mais extremos da terra e da liberdade, este santuário remoto da glória Bretã tem sido, até agora, uma defesa. Atualmente, porém, os limites mais distantes da Grã-Bretanha estão abertos, e o desconhecido sempre aparenta ser maravilhoso. Contudo, não há tribos além de nós, nada realmente além de ondas e rochas, e ainda os mais terríveis Romanos, de cuja soberba em vão se fugiria pela obediência e pela simplicidade. Ladrões do mundo, tendo por sua pilhagem universal exaurido a terra, eles vasculham até as profundezas. Se o inimigo é rico, eles são gananciosos; e se ele for pobre, eles anseiam por domínio, nem o Oriente nem o Ocidente os podem saciar, são os únicos a desejar com igual paixão riquezas e pobreza. Saquear, assassinar e usurpar com base em mentiras, eles chamam de império. E onde criam um deserto, pobreza e solidão chamam de paz."
[LB1]Embora a tradução não esteja equivocada, pela expressão empregada no original em inglês (“sure confidence”) e pelo contexto do discurso, penso que escolher palavras que revelem um maior grau de certeza no que está sendo dito seria mais eficiente em reconstruir, no português, o tom da mensagem. Como por exemplo: “profunda confiança”, no lugar de “grande esperança”. Não possuo o contexto total do excerto em inglês, de modo que tal observação se baseia unicamente no trecho enviado – fica, portanto, como uma sugestão a ser acatada ou não a critério do sentido que faria no todo.
[LB2]Sugestão: pontuação como no original inglês (“;”) deixa o texto mais fluido.
[LB3]Sugestão de adição (para maior fluidez e coesão).
[LB4]“As lutas (...) se combateram (...) deixavam.” (plural)
[LB5]O texto em inglês traz “uma última esperança de socorro”.
[LB6]Imagino que tenha sido uma escolha estilística que faça mais sentido com o objetivo da sua tradução. Uma tradução mais “direta” poderia ser feita para preservar o tom do texto, deixando-o mais fiel ao original.

Portanto, apenas apresentarei uma sugestão de como a tradução poderia se desdobrar de forma mais fiel ao texto, mas que não precisa ser acatada se a escolha foi feita de forma pensada a determinado fim. Uma tradução mais “direta” poderia resultar em: “poderíamos manter os olhos como que virgens¹ ao contágio da escravidão”, ou mesmo “poderíamos manter os olhos intocados pela escravidão”.

¹Achei esta uma excelente escolha de tradução para “unpolluted”.
[LB7]O original em inglês transmite a ideia de algo que de fato já acontece, e não de algo que poderia acontecer.  Eu sugeriria uma aproximação ao sentido do texto; traduzir “they rifle the deep” como “eles vasculham as profundezas”, ou até mesmo “eles saqueiam até as profundezas” daria ao trecho mais da seriedade contida nessa afirmação, não se trata apenas de uma possível ameaça, ela já ocorre.
[LB8]
[LB9]Adicionar o “se” seria essencial, mas sugeriria (portanto, alteração opcional, como parecer melhor para você) retirar também o “ele”, resultando em: “e se for pobre, eles...”.
[LB10]Mais uma vez imagino que tenha sido um recurso proposital aumentar a frase. A única sugestão que faria é trocar “solitude” por “solidão” ou similar, já que a palavra “solitude”, no português, não possui o sentido tão negativo."

Cálgaco não é mencionado durante ou depois da batalha e não é citado como um dos reféns que Agrícola levou consigo depois de colocar os caledônios em fuga. Tanto Cálgaco quanto a fala podem ser invenções da invenção de Tácito.  
Seu discurso é frequentemente citado como "Saquear, assassinar e  usurpar com base em mentiras, eles chamam de império. e onde criam um deserto, chamam de paz". 